# Selenogyrus foordi
Selenogyrus foordi — вид павуків родини птахоїдів (Theraphosidae). Описаний у 2024 році.

## Етимологія
Вид названо на честь південноафриканського арахнолога Стефана Форда (1971—2023) на знак визнання його значного внеску в африканську арахнологію та на згадку про його доброзичливість і дух співпраці.

## Поширення
Ендемік Гвінеї. Виявлений на схилах гори Німба на висоті між 515 і 599 м над рівнем моря.

## Опис
Розмір голотипу самця становить 26,7 мм, а паратипу самиці — 52,3 мм.